# Elezioni parlamentari in Australia del 2025
Le elezioni parlamentari in Australia del 2025 si sono tenute il 3 maggio per il rinnovo del Parlamento federale (Tutti i 150 seggi della Camera dei rappresentanti e 40 seggi su 76 del Senato), l’organo legislativo del paese.
Esse sono state indette leggermente in anticipo rispetto alla scadenza naturale della legislatura, prevista per qualche settimana dopo, su volere preannunciato dello stesso Primo ministro uscente Anthony Albanese (poi realizzato concretamente, in seguito ad un colloquio con la Governatrice generale, Sam Mostyn, il 28 marzo), per motivazioni di tipo puramente politico, essendo emerso dai sondaggi un contesto favorevole nei confronti del partito politico al governo.
Le elezioni hanno visto una riconferma, coerente (se non maggiore) con l’andamento dei sondaggi e delle proiezioni elettorali dell’ultimo periodo, del Partito Laburista (ALP) guidato dal Primo ministro uscente che, beneficiando di un forte effetto di rimbalzo favorevole a causa principalmente del timore diffuso sui mutamenti della politica estera e commerciale statunitense sotto la seconda presidenza di Donald Trump (al pari di quanto accaduto in Canada) ma anche per via del favore popolare verso questioni più prettamente interne, ha così potuto superare di gran lunga la maggioranza assoluta, grazie ai 94 seggi ottenuti alla Camera dei rappresentanti (mentre al Senato, detenendo solamente 29 seggi complessivi — di cui comunque 16 vinti a questa tornata elettorale, esso è dovuto necessariamente scendere a dei compromessi).
Tale vittoria, inaspettata per la sua magnitudine, è avvenuta per la maggior parte a discapito dell’altra principale coalizione politica del paese, la Coalizione Liberale-Nazionale (L/NP) guidata da Peter Dutton che, sul lato opposto dell'arco parlamentare, è invece risultata essere, con uno dei peggiori risultati della propria storia, la più impattata da tali mutamenti, peggiorando così già la propria situazione precedente ed attestandosi in tal senso a soli 43 seggi (ma 27 complessivi nella camera alta, di cui 13 vinti a questa tornata elettorale); parimenti infine, eventi altresì rilevanti della tornata elettorale sono stati il crollo dei Verdi Australiani (AG) alla Camera dei rappresentanti, avendo questi visto ridursi, in controtendenza con gli ultimi tempi, la propria rappresentanza politica a solo un seggio (mentre al Senato hanno manifestato una solida vittoria di 6 seggi per un totale complessivo di 11 scranni) ed il buon risultato di varie formazioni minori, ma soprattutto dei candidati indipendenti — c.d. Teals o Crossbencher — che, con 11 seggi (6 al Senato, in aumento di uno), hanno stabilmente riconfermato il loro rilievo politico in Parlamento.

## Sistema elettorale

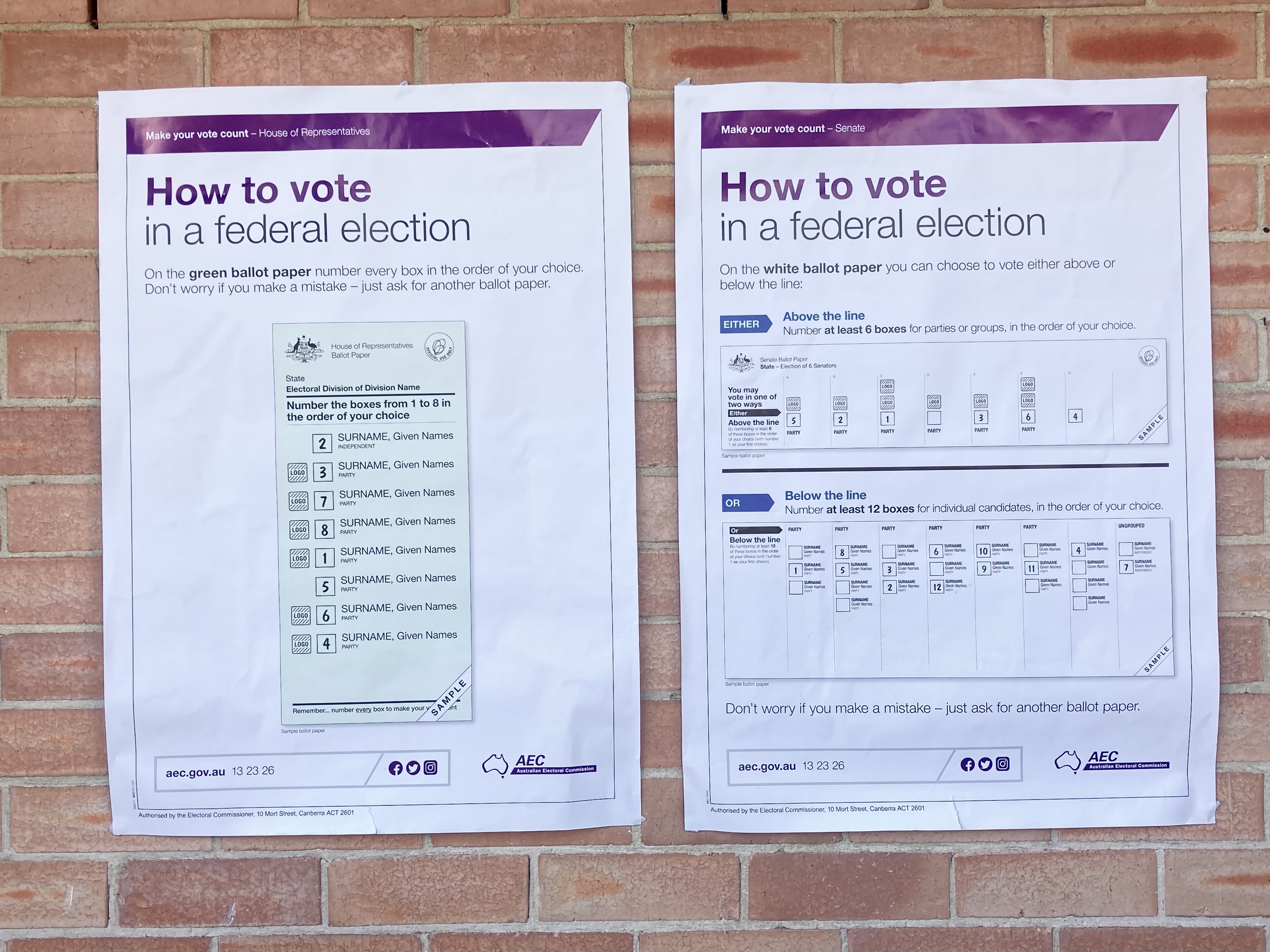
Manifesto esplicativo sul sistema elettorale.

Il sistema elettorale australiano varia in base alla Camera, essendo la Camera dei rappresentanti più rilevante politicamente del Senato, ma sempre seguendo il principio base del Voto di preferenza.

### Camera dei Rappresentanti
Per l’elezione della Camera dei Rappresentanti, la legge elettorale prevede l’applicazione di un sistema uninominale a ballottaggio istantaneo (anche detto Voto alternativo), noto localmente come “voto preferenziale completo”.
Nello specifico, al momento del voto, gli elettori elencano i candidati in ordine di preferenza nelle schede elettorali, numerandoli. In questo modo, al momento dello spoglio, contate le preferenze, queste vengono ridistribuite finché non venga determinato il candidato eletto per quel collegio, eliminando contestualmente, in ordine di preferenza (dal meno votato al secondo più votato), i candidati non soddisfacenti tali requisiti.

### Senato
Per l’elezione dei membri del Senato, invece, la legge elettorale prevede l’applicazione di due sistemi, voto singolo trasferibile e allocazione secondo un sistema di rappresentanza proporzionale, all’interno di collegi unici plurinominali di sei membri ciascuno (sottoponendosi solo la metà dei senatori) nel caso degli Stati, e di due membri ciascuno nel caso dei Territori.

### Disposizioni generali e peculiarità
Tra le varie disposizioni, ne esistono alcune peculiari:
Ad esempio, la registrazione nelle liste elettorali del proprio collegio non è automatica, sebbene obbligatoria per tutti i cittadini australiani maggiorenni. La mancata partecipazione al voto per ragioni "non valide" (eccetto alcune limitate esenzioni), infatti, comporta una sanzione di circa 20A$ (circa 12€).
Inoltre, ulteriore peculiarità è nel processo di conteggio delle schede, che nei fatti avviene, per legge, minimo due volte: una al seggio elettorale e, a partire dal lunedì sera dopo il giorno delle elezioni, nei centri di conteggio.

## Risultati

### Camera dei rappresentanti
| Partito Laburista Australiano (ALP)               | 5 354 138  | 34,56 | 94  |  |  |  |
| Partito Liberale d'Australia (LPA)                | 3 205 213  | 20,69 | 18  |  |  |  |
| Partito Nazionale Liberale del Queensland (LNP-Q) | 1 099 623  | 7,10  | 16  |  |  |  |
| Partito Nazionale d'Australia (NPA)               | 588 778    | 3,80  | 9   |  |  |  |
| Country Liberal Party (CLP)                       | 35 785     | 0,23  | —   |  |  |  |
| Totale Coalizione Liberale-Nazionale (L/NP)       | 4 929 399  | 31,82 | 43  |  |  |  |
| Verdi Australiani (AG)                            | 1 889 977  | 12,20 | 1   |  |  |  |
| One Nation (ON)                                   | 991 814    | 6,40  | –   |  |  |  |
| Trumpets of Patriots (TOP)                        | 296 076    | 1,91  | –   |  |  |  |
| Family First Party (FFP)                          | 273 681    | 1,77  | —   |  |  |  |
| Legalize Cannabis Australia (LCA)                 | 186 335    | 1,20  | —   |  |  |  |
| Partito Liberal Democratico (LDP)                 | 83 474     | 0,54  | —   |  |  |  |
| Gerard Rennick People First (GRPF)                | 71 892     | 0,46  | —   |  |  |  |
| Katter's Australian Party (KAP)                   | 51 775     | 0,33  | 1   |  |  |  |
| Alleanza di Centro (CA)                           | 37 453     | 0,24  | 1   |  |  |  |
| Animal Justice Party (AJP)                        | 35 312     | 0,23  | —   |  |  |  |
| Altri (<0,20%)                                    | 162 856    | 1,05  | –   |  |  |  |
| Indipendenti (IND)                                | 1 126 051  | 7,27  | 10  |  |  |  |
| Totale                                            | 15 490 233 | 100   | 151 |  |  |  |
|                                                   |            |       |     |  |  |  |
| Voti non validi                                   | 919 512    | 5,60  |     |  |  |  |
| Votanti                                           | 16 409 745 | 90,67 |     |  |  |  |
| Elettori                                          | 18 098 797 |       |     |  |  |  |

- Two-party-preferred vote

| Liste                                                        | Voti       | %     | Seggi |
| ------------------------------------------------------------ | ---------- | ----- | ----- |
| Partito Laburista Australiano (ALP)                          | 8 507 268  | 55,28 | 94    |
| Coalizione Liberale-Nazionale (L/NP) (LPA - LNP - NPA - CLP) | 6 883 310  | 44,72 | 43    |
| Totale                                                       | 15 390 378 | 100   | 150   |

| Riepilogo dei seggi (+/- elezioni 2022) | Riepilogo dei seggi (+/- elezioni 2022) | Riepilogo dei seggi (+/- elezioni 2022) | Riepilogo dei seggi (+/- elezioni 2022) | Riepilogo dei seggi (+/- elezioni 2022) | Riepilogo dei seggi (+/- elezioni 2022) | Riepilogo dei seggi (+/- elezioni 2022) |
| --------------------------------------- | --------------------------------------- | --------------------------------------- | --------------------------------------- | --------------------------------------- | --------------------------------------- | --------------------------------------- |
|                                         |                                         |                                         |                                         |                                         |                                         |                                         |
| ALP                                     | 94                                      | ▲ 17                                    |                                         | AG                                      | 1                                       | ▼ 3                                     |
| IND                                     | 10                                      | ━                                       |                                         | CA                                      | 1                                       | ━                                       |
| KAP                                     | 1                                       | ━                                       |                                         | NPA                                     | 9                                       | ▼ 1                                     |
| LPA                                     | 18                                      | ▼ 9                                     |                                         | LNP-Q                                   | 16                                      | ▼ 5                                     |

### Senato
| Partito Laburista Australiano (ALP)                                  | 5 573 028  | 35,11 | 16 |  |  |  |
| Partito Liberale d'Australia/Partito Nazionale d'Australia (LPA/NPA) | 2 756 296  | 17,37 | 4  |  |  |  |
| Partito Nazionale Liberale del Queensland (LNP-Q)                    | 997 404    | 6,28  | 2  |  |  |  |
| Partito Liberale d'Australia (LPA)                                   | 892 188    | 5,62  | 6  |  |  |  |
| Partito Nazionale d'Australia (NPA)                                  | 63 738     | 0,40  | —  |  |  |  |
| Country Liberal Party (CLP)                                          | 34 954     | 0,22  | 1  |  |  |  |
| Totale Coalizione Liberale-Nazionale (L/NP)                          | 4 744 580  | 29,89 | 13 |  |  |  |
| Verdi Australiani (AG)                                               | 1 859 974  | 11,72 | 6  |  |  |  |
| One Nation (ON)                                                      | 899 296    | 5,67  | 3  |  |  |  |
| Legalise Cannabis Australia (LCA)                                    | 553 163    | 3,49  | —  |  |  |  |
| Trumpets of Patriots (TOP)                                           | 413 238    | 2,60  | —  |  |  |  |
| Family First Party (FFP)                                             | 236 728    | 1,49  | —  |  |  |  |
| Animal Justice Party (AJP)                                           | 198 611    | 1,25  | —  |  |  |  |
| Jacqui Lambie Network (JLN)                                          | 166 085    | 1,05  | 1  |  |  |  |
| Gerard Rennick People First/Katter's Australian Party (GRPF-KAP)     | 151 310    | 0,95  | —  |  |  |  |
| Australia's Voice (AV)                                               | 119 717    | 0,75  | —  |  |  |  |
| David Pocock (DP)                                                    | 114 915    | 0,72  | 1  |  |  |  |
| Cristiani Australiani (CA)                                           | 102 519    | 0,65  | –  |  |  |  |
| Altri (<0,65%)                                                       | 701 780    | 4,42  | –  |  |  |  |
| Indipendenti (IND)                                                   | 36 245     | 0,23  | –  |  |  |  |
| Totale                                                               | 15 871 189 | 100   | 40 |  |  |  |
|                                                                      |            |       |    |  |  |  |
| Voti non validi                                                      | 567 305    | 3,45  |    |  |  |  |
| Votanti                                                              | 16 438 494 | 90,83 |    |  |  |  |
| Elettori                                                             | 18 098 797 |       |    |  |  |  |

| Riepilogo dei seggi (+/- elezioni 2019/2022) | Riepilogo dei seggi (+/- elezioni 2019/2022) | Riepilogo dei seggi (+/- elezioni 2019/2022) | Riepilogo dei seggi (+/- elezioni 2019/2022) | Riepilogo dei seggi (+/- elezioni 2019/2022) | Riepilogo dei seggi (+/- elezioni 2019/2022) | Riepilogo dei seggi (+/- elezioni 2019/2022) |
| -------------------------------------------- | -------------------------------------------- | -------------------------------------------- | -------------------------------------------- | -------------------------------------------- | -------------------------------------------- | -------------------------------------------- |
|                                              |                                              |                                              |                                              |                                              |                                              |                                              |
| ALP                                          | 16                                           | ▲ 3                                          |                                              | AG                                           | 6                                            | ━                                            |
| NE                                           | 36                                           | ━                                            |                                              | ON                                           | 3                                            | ▲ 2                                          |
| DP                                           | 1                                            | ━                                            |                                              | JLN                                          | 1                                            | ━                                            |
| CLP                                          | 1                                            | ━                                            |                                              | LNP-Q                                        | 2                                            | ━                                            |
| LPA                                          | 6                                            | ▼ 2                                          |                                              | L/NP                                         | 4                                            | ▼ 1                                          |

- NOTA: Dei 76 seggi componenti il Senato, sono stati esclusi da questa elezione 36 seggi —rappresentati in grigio scuro al centro del grafico di riepilogo — poiché quest’ultimi non sono stati costituzionalmente soggetti ad un rinnovo a questo turno elettorale: difatti, essendo la camera alta sottoposta a rinnovo parziale ogni tre anni, ma avendo i senatori spettanti agli Stati (per un totale di 72 seggi) un mandato di sei anni, solo la metà vi si sottopone, insieme ai senatori dei territori (per un totale di 4 seggi), che invece hanno un mandato di soli tre anni. Pertanto, ad ogni tornata (salvo una c.d. Doppia dissoluzione), sono rinnovati complessivamente solo 40 seggi.

### Esplicative
1. ↑  Valore ottenuto dalla media ponderata dell'affluenza di entrambe le Camere (Camera dei rappresentanti e Senato); per la prima (Camera dei rappresentanti), infatti, l’affluenza è stata del 90,67%, mentre per la seconda (Senato) è stata del 90,83%.
2. 1 2 3 4  Operativo nel solo Stato del Queensland.
3. ↑  Operativo nel solo Territorio del Nord.
4. ↑  Operativo nel solo Stato dell’Australia meridionale.
5. ↑  Operativo autonomamente nel solo Stato dell’Australia Occidentale.
6. ↑  Operativo nel solo Territorio del Nord.
7. ↑  Operativo nel solo Stato della Tasmania.
8. ↑  Candidato nel Territorio della Capitale Australiana.
9. ↑  Per i membri eletti negli Stati.
10. ↑  Per i membri eletti nei Territori interni.

### Bibliografiche
1. ↑   Elezioni in Australia, si sfidano il Partito laburista e la Coalizione liberale nazionale, SkyTG24, 2 maggio 2025.
2. ↑   In Australia ci saranno elezioni anticipate il 3 maggio, Il Post, 27 marzo 2025.
3. ↑   In Australia forse ci siamo con le elezioni anticipate, Il Post, 27 marzo 2025.
4. ↑   Dopo il Canada "effetto Trump" anche per l'Australia, Rai News, 4 maggio 2025.
5. ↑   Benedetta Carfì, Il futuro dell’Australia dopo le elezioni federali del 3 maggio, su cesi-italia.org, Centro Studi Internazionali (CeSI), 9 maggio 2025.
6. ↑   Australia, vincono i laburisti di Albanese: "Il più grande onore della vita". Hanno pesato i dazi, Rai News, 3 maggio 2025.
7. ↑  (EN) Tiffanie Turnbull, Australia PM Albanese makes stunning comeback with landslide win, BBC, 4 maggio 2025.
8. ↑  (EN) How the Liberals lost the cities and Labor found a new heartland, Australia Broadcasting Corporation (ABC), 4 maggio 2025.
9. ↑  (EN) Paul Williams, The Greens’ identity crisis: where to now for a party built on protesting against the status quo?, The Guardian Australia, 8 maggio 2025.
10. ↑  (EN) Tory Shepherd, After teal wave of 2022, there was no ‘sophomore surge’. Where to from here for the independents, The Guardian Australia, 10 maggio 2025.
11. ↑   Diana Brock e Frank Bongiorno, Australia: cosa ci dicono le ultime elezioni federali, su ispionline.it, Istituto per gli Studi di Politica Internazionale (ISPI), 9 giugno 2025.
12. ↑  (EN) Method of voting, Parliament of Australia.
13. ↑  (EN) Preferential voting, Australian Electoral Commission (AEC).
14. ↑  (EN) AUSTRALIA - House of Representatives - Electoral System, su archive.ipu.org, Inter-Parliamentary Union (IPU).
15. ↑  (EN) AUSTRALIA - Senate - Electoral System, su archive.ipu.org, Inter-Parliamentary Union (IPU).
16. ↑   Australian Election Commission (Commissione elettorale dell'Australia), Non-voters, su aec.gov.au.
17. ↑  (EN) House of Representatives count, su aec.gov.au, Australian Electoral Commission (AEC).
18. ↑  (EN) The Senate counting process, su aec.gov.au, Australian Electoral Commission (AEC).